# Metalobosia invarda
Metalobosia invarda är en fjärilsart som beskrevs av William Schaus 1905. Metalobosia invarda ingår i släktet Metalobosia och familjen björnspinnare. Inga underarter finns listade i Catalogue of Life.